# Aeroméxico-Flug 230
Auf dem Aeroméxico-Flug 230 (Flugnummer IATA: AM230, ICAO: AMX230, Funkrufzeichen: AEROMEXICO 230) verfehlte am 27. Juli 1981 eine Douglas DC-9-32 mit dem Luftfahrzeugkennzeichen XA-DEN der Aeroméxico, mit der ein Inlandslinienflug von Monterrey nach Tijuana mit Zwischenstopps in Chihuahua und Hermosillo durchgeführt werden sollte, bei der Landung auf dem Flughafen Chihuahua die Landebahn. Bei dem Unfall starben 30 der 66 Personen an Bord der Maschine.

## Flugzeug
Bei der betroffenen Maschine handelte es sich um eine Douglas DC-9-32, die im Werk von McDonnell Douglas in Long Beach im Bundesstaat Kalifornien endmontiert wurde. Das Flugzeug trug die Werksnummer 47621, es handelte sich um die 729. Douglas DC-9 aus laufender Produktion. Das Roll-out der Maschine erfolgte am 8. April 1974, am 21. Mai 1974 wurde die Maschine an die Aeroméxico ausgeliefert, bei der sie mit dem Luftfahrzeugkennzeichen XA-DEN und dem Taufnamen Yucatan in Betrieb ging.  Das zweistrahlige Schmalrumpfflugzeug war mit zwei Turbofantriebwerken des Typs Pratt & Whitney JT8D-17 ausgestattet.

## Passagiere und Besatzung
Den Flug vom Flughafen Acapulco zum Flughafen Guadalajara hatten 60 Passagiere angetreten. Es befand sich eine sechsköpfige Besatzung an Bord der Maschine, bestehend aus einem Flugkapitän, einem Ersten Offizier und vier Flugbegleiterinnen.

## Flugplan
Der Flug sollte auf dem Flughafen Monterrey starten und zunächst zum Flughafen Chihuahua führen. Nach einem Zwischenstopp sollte zum Flughafen Hermosillo weitergeflogen werden, ehe die Maschine den Flughafen Tijuana erreichen sollte.

## Wetter
Zum Zeitpunkt des Unfalls herrschte um den Flughafen eine tropische Luftmasse mit einer isolierten Cumulonimbuswolke und starken Böen und Schauern.

## Unfallhergang
Nach einem routinemäßigen Flug von Monterrey nach Chihuahua erfolgte der Endanflug während eines Sturms. Bei schlechter Sicht setzte der Kapitän die Maschine 60 Meter hinter der Landebahn und 150 Meter rechts von dieser auf. Die Maschine sprang bei der Landung auf und brach auseinander, ein Brand brach aus. Von den 66 Insassen starben 30, darunter 28 Passagiere und zwei Besatzungsmitglieder.